# ТОЗ-250
ТОЗ-250 — советское экспериментальное двуствольное комбинированное ружьё с вертикальным расположением стволов, выпускавшееся Тульским оружейным заводом. Предполагало стрельбу 5,6-мм патронами из верхнего ствола и дробовыми патронами 16 калибра из нижнего ствола, обладало магазином на 8 патронов. В серийное производство не поступало.

## История
Разработка комбинированных охотничьих ружей для промысловой охоты началась в СССР в начале 1950-х годов, к этой работе были привлечены специалисты Тульского оружейного завода. На основании исследований, проведённых А. Я. Зеленковым и В. А. Казанским было принято решение о разработке пуледробового ружья с вертикальным расположением стволов.
17 марта 1958 года конструкторы-оружейники К. И. Шехватов и В. Л. Чернопятов подали в Комитет по делам изобретений и открытий при Совете министров СССР заявку с описанием изобретённого ими универсального двуствольного охотничьего ружья для охоты на мелкого и среднего зверя, верхняя часть которого представляла собой самозарядное малокалиберное оружие с питанием патронами из отъёмного магазина. С целью уменьшения массы оружия ствольную коробку ТОЗ-250 было решено изготавливать из лёгкого сплава, а ложе, цевьё и спусковую скобу — из пластмассы, которая должна была составлять 40 процентов от массы или 60 процентов от объёма ружья.
В марте 1965 года сведения о ружье ТОЗ-250 были опубликованы в открытой печати — в журнале «Охота и охотничье хозяйство».

## Конструкция

### Размеры и калибр
Ружьё ТОЗ-250, упоминаемое в некоторых справочниках упоминается под индексом ТОЗ-250-5,6/16, классифицируется как двуствольное комбинированное пуле-дробовое ружьё. Иногда его относят к так называемому «туристическому оружию». Оно предназначено для стрельбы по дичи в условиях как промысловой, так и любительской охоты.
Масса ружья — от 2,9 до 3 кг, масса стволов — от 1,15 до 1,2 кг, длина ружья — от 1125 до 1150 мм, длина стволов — от 670 до 675 мм, длина прицельной линии — от 625 до 630 мм. Стволы оружия отъёмные, спарены в вертикальной плоскости, соединены посредством муфты и спарены рамкой. Верхний ствол — самозарядный, нарезной, под 5,6-мм патрон кольцевого воспламенения; схож со стволом самозарядного карабина ТОЗ-21. Нижний ствол — однозарядный, гладкий, под ружейный патрон 16-го калибра в бумажной или металлической гильзе длиной 70 мм. Цевьё отъёмное, закрепляется защёлкой.

### Ударно-спусковой механизм и стрельба
Ударно-спусковой механизм ТОЗ-250 — куркового типа. Он смонтирован на отдельном основании и обеспечивает возможность стрельбы только одиночными выстрелами. Ствольная коробка удлинённая, в её верхней части расположен свободный затвор для верхнего ствола, а в нижней части — курок, работающий на оба ствола. Ударник для нижнего ствола представлен в виде рамки, охватывающей магазин. Ружьё имеет один спусковой крючок и один курок, действующие с помощью переводчика на тот или иной ствол. Кнопка переводчика находится на хвостовике коробки: для стрельбы из нижнего ствола кнопку переводят в крайнее переднее положение, а для стрельбы из верхнего — в крайнее заднее.
Соединение со ствольной коробкой и запирание стволов осуществляется посредством ствольного крюка, оси шарнира, цевья и рамки запирания. Запирание верхнего ствола происходит за счёт массы затвора и его возвратной пружины. В ствольной коробке размещён сменный магазин на 8 патронов.

### Стрельба
При нажатии спускового крючка шептало поворачивается на оси и освобождает курок, который под действием боевой пружины ударяется через разобщитель по бойку (нижнему для нижнего ствола, верхнему для верхнего ствола). Перезаряжание основано на принципе и использования энергии отдачи на свободно скользящий затвор. Взведение курка осуществляется рычагом запирающего механизма при открывании ружья; одновременно производится извлечение гильзы из патрона выталкивателем. С правой стороны в нижней части ударно-спускового механизма расположен предохранитель, который отодвигается вручную перед каждым выстрелом. Он запирает шептало во избежание случайных выстрелов.
Из верхнего (пулевого) ствола гильза патрона удаляется выбрасывателем и отражателем (при движении затвора назад), из нижнего (дробового) ствола — экстрактором при открывании ружья. Подача патрона из магазина в патронник осуществляется посредством подавателя и пружины автоматически при движении затвора вперёд. Кучность боя обеспечивается обоими стволами: при стрельбе 5,6-мм патронами с дистанции 50 м все десять пробоин уложены в круг диаметром 50 мм; при стрельбе патронами 16 калибра с дистанции 35 м была отмечена кучность 55—60 % для круга диаметром 750 мм. На прицельной планке установлен прицел щиткового типа, рассчитанный для стрельбы на дистанции 50 и 100 метров.

## Оценка
Разработчики ТОЗ-250 в описании к своему изобретению писали, что в двуствольных ружьях, предполагавших стрельбу дробью из верхнего ствола и пулей из нижнего ствола, была недостаточная скорострельность, связанная с необходимостью перезарядки ружей вручную. Для повышения скорострельности они решили поменять стволы местами (чтобы верхний ствол предполагал стрельбу пулей, а нижний — стрельбу дробью). Ими же был разработан и переводчик ударно-спускового механизма для стрельбы пулей или дробью.
В августе 1965 года в журнале «Охота и охотничье хозяйство» было объявлено о том, что на Тульском оружейном заводе велась подготовка к изготовлению первой установочной партии модели ТОЗ-250. Предполагалось, что ориентировочная стоимость ружья не должна была превышать 90—100 советских рублей. Утверждалось, что решение об окончательной постановке ружья на серийное производство будет принято на экспортном совете 1965—1966 годов. Несмотря на свою лёгкость, ружьё в итоге так и не поступило в серийное производство, поскольку оказалось недостаточно прочным.
Модель ТОЗ-250 относится к числу моделей ружей Тульского оружейного завода, которые не поступили в серийное производство и в лучшем случае выпускались только установочными партиями размером от 50 до 200 единиц ориентировочно.